# Коврижки
Коврижки — деревня в Юрьянском районе Кировской области в составе Подгорцевского сельского поселения.

## География
Находится на расстоянии примерно 19 километров по прямой на север-северо-запад от поселка Мурыгино.

## История
Известна с 1710 года, когда здесь (тогда починок Другие Коврижки) отмечен был 1 двор и 6 душ (мужского пола). В 1764 учтено было 23 жителя. В 1873 отмечено дворов 7 и жителей 60, в 1905 9 и 63, в 1926 9 и 50, в 1950 11 и 36. В 1989 году оставалось 5 жителей.

## Население
Постоянное население  составляло 2 человека (русские 100%) в 2002 году, 1 в 2010.